# 密勒氏胸鉤電鰻
密勒氏胸鉤電鰻，為輻鰭魚綱電鰻目線翎電鰻科的其中一種，為熱帶淡水魚，分布於南美洲亞馬遜河流域，體長可達45.5公分，棲息在底中層水域，生活習性不明。